# Classe L'Adroit (torpilleur)
Pour les autres classes de navires du même nom, voir Classe L'Adroit.
La classe L'Adroit est une série de quatorze torpilleurs de la marine nationale française (tranche 1925) mis en service de 1928 à 1931. Ces torpilleurs sont très proches des douze torpilleurs de la classe Bourrasque qui les ont précédés.

## Caractéristiques
Construite après les douze unités de la classe Bourrasque, la classe L'Adroit fait partie d'un plan de modernisation de la flotte française après la Première Guerre mondiale. Elle a le même armement et la même vitesse que la classe précédente, mais avec un déplacement légèrement plus élevé.
Une modernisation a concerné à la fin des années 1930 tous les navires de la classe : remplacement du canon de 75 mm/50 et des 2 mitrailleuses de 8 mm par 2 AA canons de 37 mm M1925 en 2 affûts simples et 4 mitrailleuses de 13,2 mm en 2 affûts doubles AA. En 1940, tous les navires (sauf La Railleuse qui a subi une explosion le 24 mars 1940, et L'Adroit, coulé le 25 mai 1940), ont vu un canon de 130 mm supprimé. En 1943, L'Alcyon, Le Fortune, le Basque et le Forbin sont modernisés par les Alliés : suppression d'un affût triple de tubes lance-torpilles de 550 mm et ajout d'un canon antiaérien Bofors 40 mm L/60 Mk 1/2, de 4 à 6 canons anti-aériens de 20 mm Oerlikon Mk 4, d'un radar et d'un sonar.

## Navires
| Nom        | Chantier naval                                           | Lancement        | Mise en service | Fin de service               |
| ---------- | -------------------------------------------------------- | ---------------- | --------------- | ---------------------------- |
| L'Adroit   | Ateliers et chantiers de France, Dunkerque               | 1er avril 1927   | Juillet 1929    | coulé le 21 mai 1940         |
| L'Alcyon   | Forges et chantiers de la Gironde, Bordeaux              | 26 juin 1926     | juillet 1929    | déclassé le 10 décembre 1952 |
| Basque     | Ateliers et chantiers de la Seine-Maritime, Le Trait     | 25 mai 1929      | Mars 1931       | déclassé le 10 décembre 1952 |
| Bordelais  | Forges et chantiers de la Gironde, Bordeaux              | 23 mai 1928      | Avril 1930      | sabordé le 27 novembre 1942  |
| Boulonnais | Chantiers navals français, Caen                          | 1er juin 1927    | 1928            | coulé le 8 novembre 1942     |
| Brestois   | Société de travaux Dyle et Bacalan, Bordeaux             | 18 mai 1927      | 1928            | coulé le 8 novembre 1942     |
| Forbin     | Forges et chantiers de la Méditerranée, La Seyne-sur-Mer | 17 juillet 1928  | 1929            | déclassé le 10 décembre 1952 |
| Fortuné    | Chantiers navals français, Caen                          | 15 novembre 1926 | Septembre 1927  | déclassé le 31 août 1950     |
| Foudroyant | Société de travaux Dyle et Bacalan, Bordeaux             | 24 avril 1929    | 1930            | coulé le 1er juin 1940       |
| Fougueux   | Ateliers et chantiers de Bretagne, Nantes                | 4 août 1928      | 1929            | coulé le 8 novembre 1942     |
| Frondeur   | Chantiers navals français, Caen                          | 20 juin 1929     | 1929            | coulé le 8 novembre 1942     |
| Mars       | Chantiers navals français, Caen                          | 28 août 1926     | Avril 1928      | sabordé le 27 novembre 1942  |
| Palme      | Chantiers Dubigeon, Nantes                               | 30 juin 1926     | 1927            | sabordé le 27 novembre 1942  |
| Railleuse  | Chantiers Dubigeon, Nantes                               | 9 septembre 1926 | 1928            | explosion le 24 mars 1940    |

## Au combat
Les quatorze bâtiments de cette classe ont tous participé à la Seconde Guerre mondiale, dix ont été perdus : 1 accidentellement, 2 au combat contre les Allemands et 4 contre les Alliés. Trois se sont sabordés à Toulon ; quatre ont continué la guerre aux côtés des Alliés.
- La Railleuse est la première victime de cette guerre. Elle est détruite le 24 mars 1940, dans le port de Casablanca par l'explosion accidentelle d'une de ses torpilles.
- L'Adroit est coulé par un bombardier allemand Heinkel He 111 le 21 mai 1940 près de Dunkerque.
- Le Foudroyant coule dans les mêmes circonstances le 1er juin 1940.
- Le Basque, le Forbin et le Fortuné, mouillés dans le port d'Alexandrie (Égypte), sont saisis par les Britanniques le 3 juillet 1940 (opération Catapult). Réarmés et modernisés en décembre 1943, ils participent aux combats de la Libération avec les Alliés.
- Le Boulonnais, le Brestois, le Fougueux et le Frondeur sont coulés par des cuirassés et croiseurs de l'US Navy au large de Casablanca lors de l'opération Torch dans une lutte inégale, un baroud d'honneur. L' Alcyon échappe au massacre, rejoint les Alliés et poursuit le combat pour la Libération.
- Le Bordelais, la Palme et le Mars se sabordent à Toulon le 27 novembre 1942.

## Cinéma
En 1938, le film de Léo Joannon Alerte en Méditerranée avec Pierre Fresnay, a été tourné en partie à bord du Fortuné.